# Раденский сельский совет (Алёшковский район)
Раденский сельский совет (укр. Раденська сільська рада) — входит в состав
Алёшковского района
Херсонской области
Украины.
Административный центр сельского совета находится в 
с. Раденск
.

## Населённые пункты совета
- с. Раденск
- с. Челбурда